# ATP Challenger Concepción
Das ATP Challenger Concepción (offizieller Name: Dove Men+Care Concepción) ist ein seit 2021 stattfindendes Tennisturnier in Concepción, Chile. Es ist Teil der ATP Challenger Tour und wird im Freien auf Sand ausgetragen.

## Liste der Sieger

### Einzel
| Jahr     | Sieger                  | Finalgegner                | Ergebnis        |
| -------- | ----------------------- | -------------------------- | --------------- |
| 2025     | Emilio Nava             | Nicolás Kicker             | 6:1, 7:63       |
| 2024     | Gonzalo Bueno           | Juan Pablo Ficovich        | 6:4, 6:0        |
| 2023     | Federico Coria          | Timofei Skatow             | 6:4, 6:3        |
| 2022 (2) | Tomás Martín Etcheverry | Hugo Dellien               | 6:3, 6:2        |
| 2022 (1) | Daniel Elahi Galán      | Santiago Rodríguez Taverna | 6:1, 3:6, 6:3   |
| 2021     | Sebastián Báez          | Francisco Cerúndolo        | 6:3, 6:75, 7:65 |

### Doppel
| Jahr     | Sieger                           | Finalgegner                              | Ergebnis           |
| -------- | -------------------------------- | ---------------------------------------- | ------------------ |
| 2025     | Vasil Kirkov Matías Soto         | Seita Watanabe Takeru Yuzuki             | 6:2, 6:4           |
| 2024     | Seita Watanabe Takeru Yuzuki     | Patrick Harper David Stevenson           | 6:4, 7:66          |
| 2023     | Guido Andreozzi Guillermo Durán  | Luciano Darderi Oleh Prychodko           | 7:61, 6:73, [10:7] |
| 2022 (2) | Andrea Collarini Renzo Olivo     | Diego Hidalgo Cristian Rodríguez         | 6:4, 6:4           |
| 2022 (1) | Diego Hidalgo Cristian Rodríguez | Francisco Cerúndolo Camilo Ugo Carabelli | 6:2, 6:0           |
| 2021     | Orlando Luz Rafael Matos         | Sergio Galdós Diego Hidalgo              | 7:5, 6:4           |